# Georges Braque
Georges Braque (Argenteuil, 13 mei 1882 - Parijs, 31 augustus 1963) was een Franse kunstschilder, tekenaar, beeldhouwer en maker van collages. Hij was mede toonaangevend voor nieuwe richtingen in de moderne 20ste-eeuwse kunst. Samen met de Spaanse kunstschilder Pablo Picasso was hij de grondlegger van het kubisme. Braque was ook actief als sieraadontwerper.

## Biografie
Georges Braque werd geboren in Argentueil-sur-Seine in Frankrijk. Hij groeide op in Le Havre waar hij een opleiding als interieurdecorator en -schilder volgde. Daarnaast volgde hij ook avondschool kunstschilderen in de École des Beaux-Arts in Le Havre. In 1903 volgde hij zijn ware passie door aan de Parijse Académie Humbert te studeren. Daar ontmoette hij medekunstenaars Marie Laurencin en Francis Picabia.
In de Eerste Wereldoorlog raakte Braque gewond. Omdat zijn vader huisschilder was volgde ook Georges in eerste instantie een opleiding tot huisschilder, maar later ging hij toch naar de Academie voor Schone Kunsten in Parijs. In 1908 vond Braque aansluiting bij de kunstenaarsbeweging Les Fauves. In Antwerpen schilderde Braque scènes in de haven. Vanaf ongeveer 1939 ging Braque ook beeldhouwen. Georges Braque overleed op 31 augustus 1963 te Parijs.
Hij is begraven in Varengeville-sur-Mer.

## Werken
Braque schilderde in de jaren vijftig het plafond van de Hendrik II zaal in het Louvre in Parijs en maakte hij gebrandschilderde ramen voor de kerk in Varengeville-sur-Mer.
Braque was ook behalve kunstenaar ook auteur van maximen en aforismen (Le Jour et la Nuit, 1917-1952).

### Citaten
- 'Kunst geeft vleugels, wetenschap krukken.' (Le Jour et la Nuit)
- 'Wie vooruit wil, keert volgers de rug toe. Meer verdienen volgers ook niet.' (Le Jour et la Nuit)
- 'We moeten onderscheid maken tussen wilskracht en doorzettingsvermogen. Drankzucht is geen toonbeeld van wilskracht.' (Le Jour et la Nuit)

## Schilderstijl
De schilderkunst van Georges Braque behoort tot het kubisme en het fauvisme.
Het werk van Braque inspireerde in 1908 de kunstcriticus Louis Vauxcelles tot de term "bizarrereries cubiques". De term kubisme werd voor het eerst gebruikt in 1911 tijdens de salon van de Société des Artistes Indépendants. Er wordt mee bedoeld dat vormen hoekig en rechtlijnig worden weergegeven en dus niet meer een directe afspiegeling zijn van de werkelijkheid. Het kubisme is daarmee een stap in de richting van de abstracte kunst.
In het werk van Braque worden tegelijkertijd de kleuren minder sterk; hij gebruikt voornamelijk witte, bruine, en grijze tinten, met hoogstens wat olijfgroen of geel. Vanaf 1912 experimenteerde Braque ook met collage-achtige afbeeldingen, in de zogenaamde "papier collé"-techniek, net of bijvoorbeeld een stuk krantenpapier op het doek is geplakt, met teksten en al.
Braque schilderde graag stillevens met vruchten, muziekinstrumenten en flessen, waarbij hij ook letters en cijfers toevoegde.
Na zijn kubistische tijd ging hij over tot een vereenvoudigd figuratief schilderen waarin hij o.a. reeksen kleine landschappen maakte.

## Schilderijen
Enkele schilderijen van Georges Braque zijn:
- Le viaduc de l'Estaque, 1908
- La Roche Guyon, 1909
- Glas op tafel, 1909-1910
- Mandora, 1909-1910
- Fles en vissen, 1910-1912
- Klarinet en fles rum op een schoorsteenmantel, 1911
- Kruik en viool, 1910
- Viool en palet, 1909
- "De Gitaarspeler", 1914
- Stilleven met glas, fles en krant, 2e decennium 20e eeuw
- Stilleven met pakje sigaretten, 2e decennium 20e eeuw
- De Portugees, 1911
- Huizen in L'estaque,1908

## Werk in openbare collecties (selectie)
- Centre Pompidou, Parijs
- Legion of Honor, San Francisco
- Lille Métropole Museum voor Moderne kunst, Hedendaagse kunst en Art brut, Villeneuve-d'Ascq
- Metropolitan Museum of Art, New York
- Museum of Modern Art, New York
- Rijksmuseum Amsterdam[1]
- Stedelijk Museum 's-Hertogenbosch